# Leander-Klasse (1929)
Die Leander-Klasse war eine Klasse von acht Leichten Kreuzern der Royal Navy. Die Einheiten wurden zwischen 1933 und 1936 in Dienst gestellt und wurden im Zweiten Weltkrieg eingesetzt. Man teilt die Klasse in zwei Gruppen ein, da die letzten drei gebauten Kreuzer, beginnend mit der Amphion, eine andere Anordnung der Maschinenanlage erhielten. Diese drei Schiffe der Amphion-Gruppe wurden später der Royal Australian Navy überstellt und nach australischen Städten umbenannt.

## Entwurf
Die Leander-Klasse war von den Schweren Kreuzern der York-Klasse beeinflusst. Sie war für den Schutz der Handelsschifffahrt ausgelegt. Die Klasse hatte eine Verdrängung von 7.000–7.200 ts und war mit acht Kanonen vom Typ BL 6" MK XXIII Kaliber 152 mm in Zwillingstürmen bewaffnet, von denen jeweils zwei vorne und hinten angebracht waren. Die Sekundärbewaffnung bestand ursprünglich aus vier Kanonen Kaliber 10,2 cm in Einzeltürmen, die später durch Zwillingstürme ersetzt wurden und womit die Kreuzer nunmehr über insgesamt acht schwere Flugabwehrgeschütze verfügten. Die leichte Luftabwehr bestand aus zwölf 12,7-mm-Maschinengewehren von Vickers in Vierlingsanordnung. Diese wurden wegen ihrer geringen Reichweite und Wirkung als unzureichend gegen neuere Flugzeuge angesehen.
Es gab acht 533-mm-Torpedorohre, die in zwei Vierergruppen auf jeder Seite des Rumpfes angeordnet waren.
Zwei Katapulte waren zur Verwendung von Fairey-Seafox-Flugzeugen vorgesehen. Die Panzerung war stärker als bei vielen Schiffen mit gleicher Verdrängung. Zum Ausgleich des zusätzlichen Gewichts verzichtete man auf eine verteilte Anordnung der Maschinen, stattdessen lagen beide Maschinenräume hintereinander, ebenso die beiden Kesselräume mit gemeinsamem Schornstein. Diese Anordnung war bei britischen Kreuzern einmalig, denn man musste immer damit rechnen, dass ein Treffer genau auf der Höhe eines Trennschotts einschlug und dadurch die Abteilungen vor und hinter dem Schott geflutet wurden. Würde dies bei dem Schott zwischen den Kesselräumen oder den Maschinenräumen geschehen, würde der Kreuzer durch Ausfall aller Kessel- bzw. Maschinenräume den gesamten Antrieb verlieren. Das Gleiche galt für einen Treffer in den einzigen Schornstein.
Die drei Schiffe der zweiten Gruppe, die später an die Royal Australian Navy übergeben wurden, wurden wieder in der für Kriegsschiffe üblichen Bauweise konstruiert. Die Kessel- und Maschinenräume wechselten ab, ein Kessel- und ein Maschinenraum bildeten eine unabhängige Einheit. Jeder Kesselraum hatte seinen eigenen Schornstein, womit sich die Schiffe der Amphion-Gruppe auch äußerlich deutlich von den anderen Schiffen der Klasse unterschieden.

## Umbauten
Während des Kriegs wurden weitreichende Änderungen an den Schiffen durchgeführt. Verschiedene zusätzliche Luftabwehrgeschütze wurden hinzugefügt, und die zwei neuseeländischen Schiffe bekamen 20 mm und 40 mm Flak.
Es gibt Berichte, wonach Fairey-Swordfish- und Supermarine-Walrus-Flugzeuge bei den Schiffen dieser Klasse verwendet wurden. Wahrscheinlich wurden die Walrus nur auf den Schiffen der Royal Navy verwendet.

## Einheiten
| Name                        | Bauwerft                | Kiellegung | Stapellauf | fertig     | Abgabe                         | Endschicksal |
| --------------------------- | ----------------------- | ---------- | ---------- | ---------- | ------------------------------ | --- |
| Leander-Gruppe              |                         |            |            |            |                                | |
| Leander                     | Devonport Dyd           | 8.09.1930  | 24.09.1931 | 28.03.1933 | 4.1937 NZ-Division, 10.41 RNZN | 1945 wieder RN, 1950 verschrottet |
| Achilles                    | Cammel Laird Birkenhead | 11.06.1931 | 1.09.1932  | 10.10.1933 | 3.1936 NZ-Division, 10.41 RNZN | 1948 an Indien: Delhi, 1978 zum Abbruch |
| Orion                       | Devonport Dyd           | 26.09.1931 | 24.11.1934 | 18.01.1934 |                                | 1947 außer Dienst, 1949 zum Abbruch verkauft |
| Neptune                     | Portsmouth Dyd          | 24.09.1931 | 31.01.1933 | 12.02.1934 | vorgesehen RNZN                | 19. Dezember 1941 nach Minentreffern im Mittelmeer gesunken, 766 Tote                                                                            |
| Ajax                        | Vickers, Barrow         | 7.02.1934  | 1.03.1934  | 3.06.1935  |                                | 1949 zum Abbruch verkauft |
| Amphion- oder Sydney-Gruppe |                         |            |            |            |                                | |
| Sydney                      | Swan Hunter Wallsend    | 8.07.1933  | 22.09.1934 | 24.09.1935 | geplant als Phaeton 1934 RAN   | 19. November 1941 nach Gefecht mit dem deutschen Hilfskreuzer Kormoran gesunken, 645 Tote                                                        |
| Apollo                      | Devonport Dyd           | 15.08.1933 | 9.10.1934  | 13.01.1936 | 28.09.1938 HMAS Hobart         | 20.12.47 außer Dienst, 1962 verschrottet |
| Amphion                     | Portsmouth Dyd          | 22.06.1933 | 27.07.1934 | 15.06.1936 | 29.06.1939 HMAS Perth          | am 1. März 1942 im Gefecht in der Sundastraße von japanischen Einheiten versenkt, 357 Tote, weitere 104 Mann starben in der Kriegsgefangenschaft |

### Leander-Gruppe

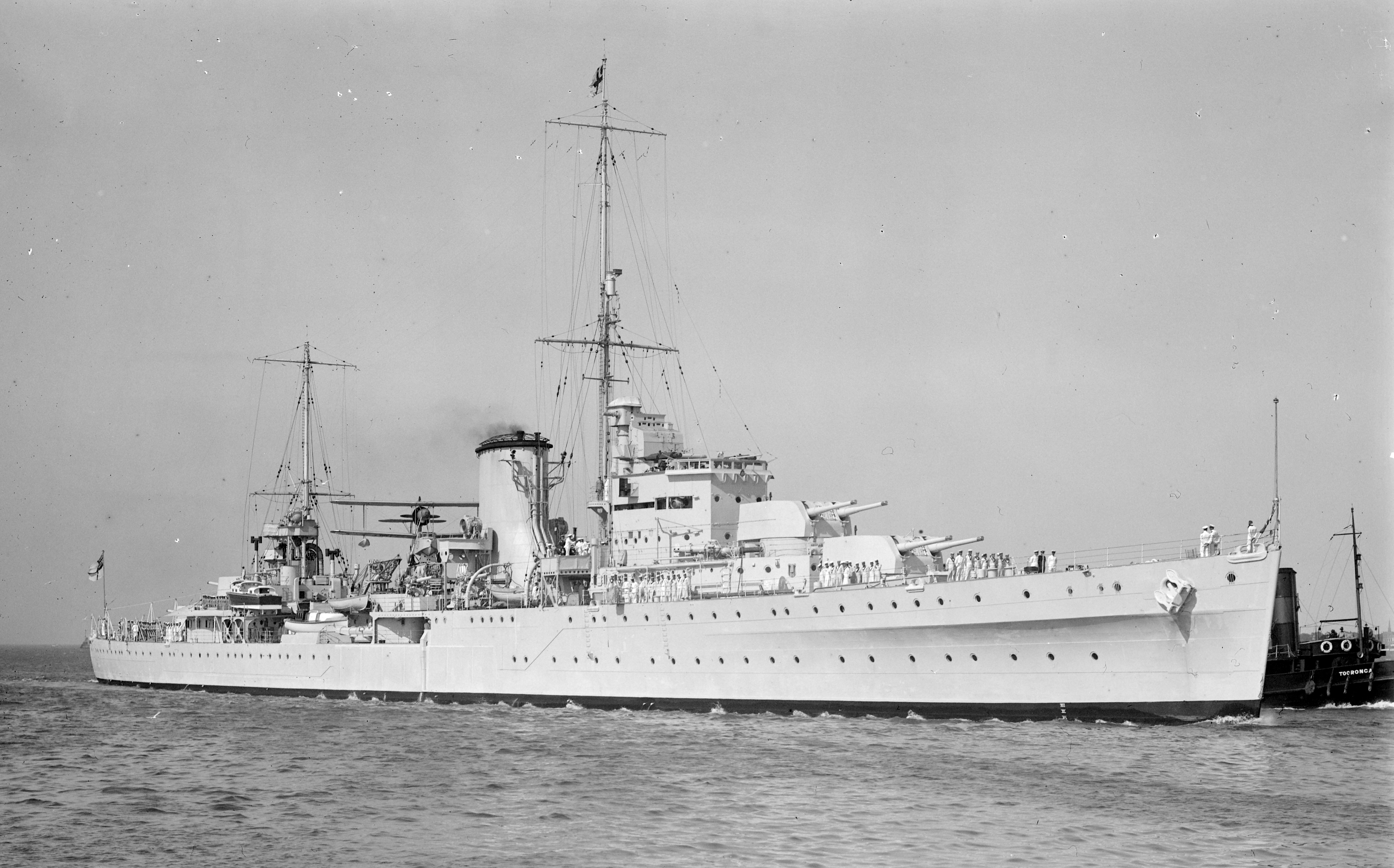
Die Achilles

- Die Leander wurde an Neuseeland ausgeliehen und im September 1941 in Dienst gestellt. In der Schlacht bei Kolombangara wurde die Leander von einem Typ-93-Torpedo getroffen und schwer beschädigt. Es gab 27 Tote und etliche Verwundete, das Schiff wurde danach zwei Jahre lang in den USA repariert.
- Die Achilles nahm in der Seeschlacht vor dem Río de la Plata teil. Sie war das zweite Schiff, das an Neuseeland ausgeliehen wurde. Sie wurde dort im September 1941 in Dienst gestellt. Sie wurde 1948 an Indien verkauft und in Delhi umbenannt. Während der Besetzung Goas versenkte sie ein portugiesisches Schiff und zwang ein weiteres zur Selbstversenkung.
- Die Orion wurde 1941 bei der Evakuierung Kretas schwer beschädigt.
- Die Neptune fuhr zuletzt mit einer überwiegend neuseeländischen Mannschaft, obwohl sie (noch) nicht Teil der Royal New Zealand Navy war. Die Neptune lief 1941 in eine italienische Minensperre bei Tripolis und sank nach mehreren Minentreffern. Ihr Untergang war der größte Personalverlust der RNZN im 2. Weltkrieg.
- Die Ajax nahm an der Seeschlacht vor dem Río de la Plata und an der Schlacht bei Kap Matapan teil. Später beschoss sie die Strände bei den Landungsunternehmen in der Normandie.

### Amphion- bzw. Sydney-Gruppe

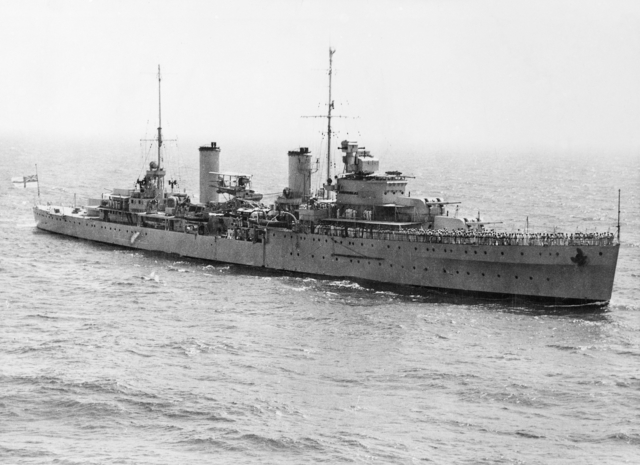
Die Sydney

- Die Sydney (geplant als Phaeton) wurde während des Baus an die Royal Australian Navy übergeben und in Sydney umbenannt. Sie operierte mit britischen Einheiten im Mittelmeer, nahm 1940 an der Schlacht bei Kap Matapan und an der Seeschlacht bei Punta Stilo teil, wobei sie zwei italienische Zerstörer, die Espero und die Zefiro, versenkte. Im Jahr 1941 kam es zum Gefecht mit dem deutschen Hilfskreuzer Kormoran, bei dem sich die beiden Schiffe gegenseitig versenkten und die Sydney mit allen Besatzungsmitgliedern verlorenging.
- Die Apollo / Hobart wurde 1936 fertiggestellt und der Royal Australian Navy im Jahr 1938 als Hobart übergeben. Sie nahm in der Schlacht im Korallenmeer teil und gab Artillerieunterstützung bei den amphibischen Landungsunternehmen der Schlacht um Guadalcanal.
- Die Amphion / Perth wurde 1936 fertiggestellt und 1939 der Royal Australian Navy als Perth übergeben. Sie nahm im März 1941 in der Schlacht bei Kap Matapan teil. Sie ging Anfang 1942 in der Schlacht in der Sundastraße verloren.